# Wilen (Turgowia)
Wilen – miejscowość i gmina (Politische Gemeinde) w północno-wschodniej Szwajcarii, w kantonie Turgowia, w okręgu (Bezirk) Münchwilen.

## Demografia
W Wilen mieszka 2 490 osób. W 2021 roku 14,2% populacji gminy stanowiły osoby urodzone poza Szwajcarią. 